# Forensic Architecture

Forensic Architecture est un groupe de recherche multidisciplinaire basé à l'université de Londres, qui utilise des techniques et des technologies architecturales pour enquêter sur les cas de violence d'État et de violations des droits humains dans le monde, dirigé par l'architecte Eyal Weizman.
Le groupe développe de nouvelles techniques de preuve et entreprend des recherches avancées dans les médias sur l'architecture avec et au nom de communautés touchées par des violences d'État, et travaille régulièrement en partenariat avec des procureurs internationaux, des organisations de défense des droits humains et des groupes de justice politique et environnementale.
L'équipe interdisciplinaire est composée d'enquêteurs comprenant des architectes, des universitaires, des artistes, des cinéastes, des développeurs de logiciels, des journalistes d'investigation, des archéologues, des avocats et des scientifiques. Elle mène des enquêtes sur les violations des droits humains commises par des États ou des sociétés, au nom de groupes issus de la société civile.
Le groupe utilise des techniques architecturales et médiatiques avancées pour enquêter sur les conflits armés et la destruction de l'environnement, ainsi que pour recouper une variété de sources de preuves, telles que les nouveaux médias, la télédétection, l'analyse des matériaux et les témoignages,.
Forensic architecture est également un domaine académique et de pratique émergent développé au Center for Research Architecture, à université de Londres Goldsmith. Il s'agit de la production et de la présentation d'architectures, relatifs aux bâtiments et aux environnements urbains et à leurs représentations dans les médias.

## Création

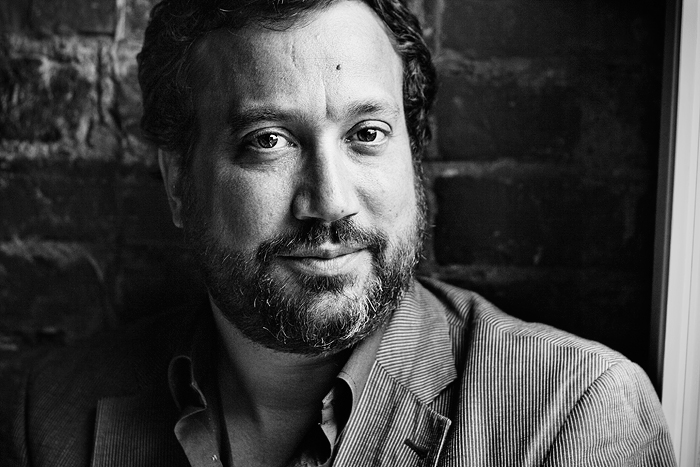
Eyal Weizman, 2012, responsable et fondateur.

Forensic Architecture est créée en 2010 en tant que projet de recherche au sein du Center for Research Architecture de l'université de Londres Goldsmith. Le projet est développé en réponse à plusieurs phénomènes convergents, tels que l'urbanisation de la guerre, l'érosion de la confiance dans les preuves liées aux crimes d'État et aux violations des droits humains, l'émergence et la prolifération des médias open source, l'utilisation accrue des images des smartphones pour documenter les violations des droits humains dans les conflits urbains et la nécessité pour la société civile de disposer de ses propres moyens de production de preuves à appliquer en droit, en politique et en plaidoyers.
Le premier projet entrepris par Forensic Architecture est une enquête sur le meurtre de Bassem Abu Rahma à Bil'in, pour l'avocat des droits humains et activiste Michael Sfard, qui est finalement présentée devant la Cour suprême d'Israël ,.

## Travaux
En 2011, Forensic Architecture reçoit un financement pour quatre ans du Conseil européen de la recherche. Cette même année, une équipe de Forensic Architecture commence à mener des enquêtes sur les politiques des autorités nationales et internationales européennes en matière de migration à travers la Méditerranée. Cette équipe, appelée Forensic Oceanography publie son premier rapport en 2012, enquêtant sur la mort de soixante-treize migrants laissés à la dérive pendant deux semaines dans la zone de surveillance maritime de l'OTAN.
En 2012, Forensic Architecture présente un rapport à une réunion des États parties à la Convention des Nations Unies sur certaines armes classiques sur l'utilisation de munitions au phosphore blanc en milieu urbain, concernant les attaques israéliennes contre Gaza en décembre 2008 et en janvier 2009, celle connue comme l'« Operation Cast Lead ». Le rapport conduit finalement Israël à admettre pour la première fois l'utilisation de telles munitions, puis à déclarer que l'Armée de défense d'Israël cesserait d'utiliser des munitions au phosphore blanc dans les zones habitées. Cette même année, l'agence mène une enquête avec SITU Studio et le Bureau of Investigative Journalism intitulée « Where the Drones Strike » (où les drônes frappent), pour le rapporteur spécial des Nations Unies sur le contre-terrorisme et les droits humains, Ben Emmerson.
En 2013, le projet obtient une seconde subvention du Conseil européen de la recherche pour développer une plateforme multimédia d'agrégation et de visualisation de données appelée Pattrn. Celle-ci permet à ses utilisateurs de collecter et de partager de manière anonyme des rapports d'événements « sur le terrain » et de donner un sens aux informations en combinant et en visualisant différentes formes de médias et d'informations. L'outil est utilisé par Forensic Architecture dans leur plate-forme de Gaza, pour une carte interactive des attaques des forces israéliennes contre Gaza entre le 8 juillet et le 26 août 2014, développée en partenariat avec Amnesty International, ainsi que par des organisations comme Armed Conflict Location & Event Data Project (ACLED).
En 2015, en partenariat avec Amnesty International, Forensic Architecture collecte et analyse des séquences vidéo de centaines d'explosions dans la ville de Rafah, à Gaza, lors du « Vendredi noir » de la ville, le 1er août 2014. En analysant la forme et le mouvement des panaches d'explosions de bombes capturés sur les images des téléphones portables, les chercheurs de Forensic Architecture localisent et cartographient des centaines de frappes israéliennes sur la ville. L'enquête révèle la directive militaire israélienne connue sous le nom de directive Hannibal, ce qui a conduit à son interruption.
En 2016, Forensic Architecture reçoit un financement supplémentaire du Conseil européen de la recherche. Cette année-là, toujours en partenariat avec Amnesty International, Forensic Architecture mène une enquête sur la prison de Saidnaya en Syrie. Ils interrogent les détenus survivants qui avaient les yeux bandés ou étaient maintenus dans l'obscurité pendant la plupart des années passées sur place, et reconstruisent les dimensions de la prison à travers un processus de « témoignage auditif » et de modélisation numérique, en se basent sur des images satellites,,.
En 2017, Forensic Architecture produit une enquête vidéo sur la présence d'un membre des services de renseignement allemands sur les lieux du meurtre, par des néonazis, en 2006, d'un propriétaire de cybercafé turc. Forensic Architecture mène des expériences physiques qui mettent en doute le témoignage de l'agent des services secrets. Les résultats de leur vidéo et de leurs rapports écrits sont finalement référencés dans les enquêtes parlementaires fédérales et d'État en Allemagne, ainsi que dans le procès des autres membres du NSU à Munich.
En avril 2018, Forensic Architecture est l'un des quatre nommés pour le prix Turner 2018 pour son travail sur le meurtre d'Al-Qia'an à Umm al-Hiran,,.
En mai 2018, en partenariat avec Bellingcat et des journalistes vénézuéliens, Forensic Architecture collecte, chronomètre et localise près de 70 éléments de preuve liés au raid d'El Junquito, y compris des vidéos, photographies, fuites audio des communications radio de la police et des déclarations officielles, demandant plus de matériel pour déterminer si le policier rebelle Óscar Pérez et ses compagnons ont été victimes d'exécutions extrajudiciaires,,.
Les boursiers et les doctorants qui font partie du programme Forensic Architecture comprennent Susan Schuppli, John Palmesino, Lorenzo Pezzani et Charles Heller (cofondateurs du projet Forensic Oceanography), Lawrence Abu Hamdan, Anselm Franke, Ayesha Hameed, Thomas Keenan, Paulo Tavares, Francesco Sebregondi, Maayan Amir, Ariel Caine et Stefanos Levidis.

## Méthodologie
Forensic architecture décrit le travail judiciaire effectué comme opérant dans trois espaces : le terrain, le laboratoire et le forum. N'ayant pas les privilèges du processus médico-légal de l'État - accès aux scènes de crime, aux ressources et au pouvoir de fixer les règles de la preuve - l'agence a recours à la « contre-criminalistique », un processus consistant à poser un « regard médico-légal » sur les actions de l'État. Cela comprend le fonctionnement dans de multiples « forums » ou espaces publics, engageant non seulement les processus parlementaires et juridiques, mais aussi les musées, les galeries d'art, les tribunaux citoyens et les médias.
Forensic architecture commence chaque cas en effectuant des recherches à partir de nombreuses sources, notamment : visites de sites, balayage lidar, photogrammétrie et radar à pénétration de sol, ainsi que l'utilisation de modèles numériques pour localiser et synchroniser les matériaux sources dans l'espace et le temps.
Lorsque des citoyens, des journalistes ou des participants à un conflit enregistrent des événements à l'aide de caméras ou de smartphones, ils captent également par inadvertance de grandes quantités d'informations spatiales sur l'environnement immédiat. Lorsqu'un site est enregistré sous plusieurs angles, le recoupement fournit des informations sur la profondeur et le volume. Les modèles architecturaux qui en résultent servent de base pour localiser et animer le mouvement de chaque caméra / vidéo, ainsi que le mouvement des protagonistes dans l'espace.
L'architecture de la mémoire : Forensic architecture fait participer des témoins à l'aide de modèles comme aides à la mémoire. La mémoire des témoins / victimes d'événements violents est souvent obscurcie par l'expérience de la violence extrême, des traumatismes et de la confusion générale de la guerre. L'enchevêtrement de la médiation et de l'incarnation ramène le témoin dans l'espace et le temps de l'incident, aidant à se souvenir de détails oubliés auparavant.

## Expositions
- Forensis, Haus der Kulturen der Welt, Berlin, 2014 ; Fundación Proa, Buenos Aires, 2015. [réf. nécessaire]
- Film 77m2_9: 26min, documenta 14, Cassel, 2017. [réf. nécessaire]
- Architecture médico-légale : vers une esthétique d'investigation, Musée d'art contemporain de Barcelone, 2017; Musée universitaire d'art contemporain, Mexico, 2017[38]. Sa première grande exposition internationale.
- Counter Investigations: Forensic Architecture, Institute of Contemporary Arts, Londres, mars-mai 2018[39] Une sélection de leurs projets récents[40].
- London Design Biennale, septembre 2018[41].